# 7322 Lavrentina
7322 Lavrentina (1979 SW2) là một tiểu hành tinh vành đai chính được phát hiện ngày 22 tháng 9 năm 1979 bởi N. S. Chernykh ở Đài vật lý thiên văn Crimean.